# Kodama Gentarō

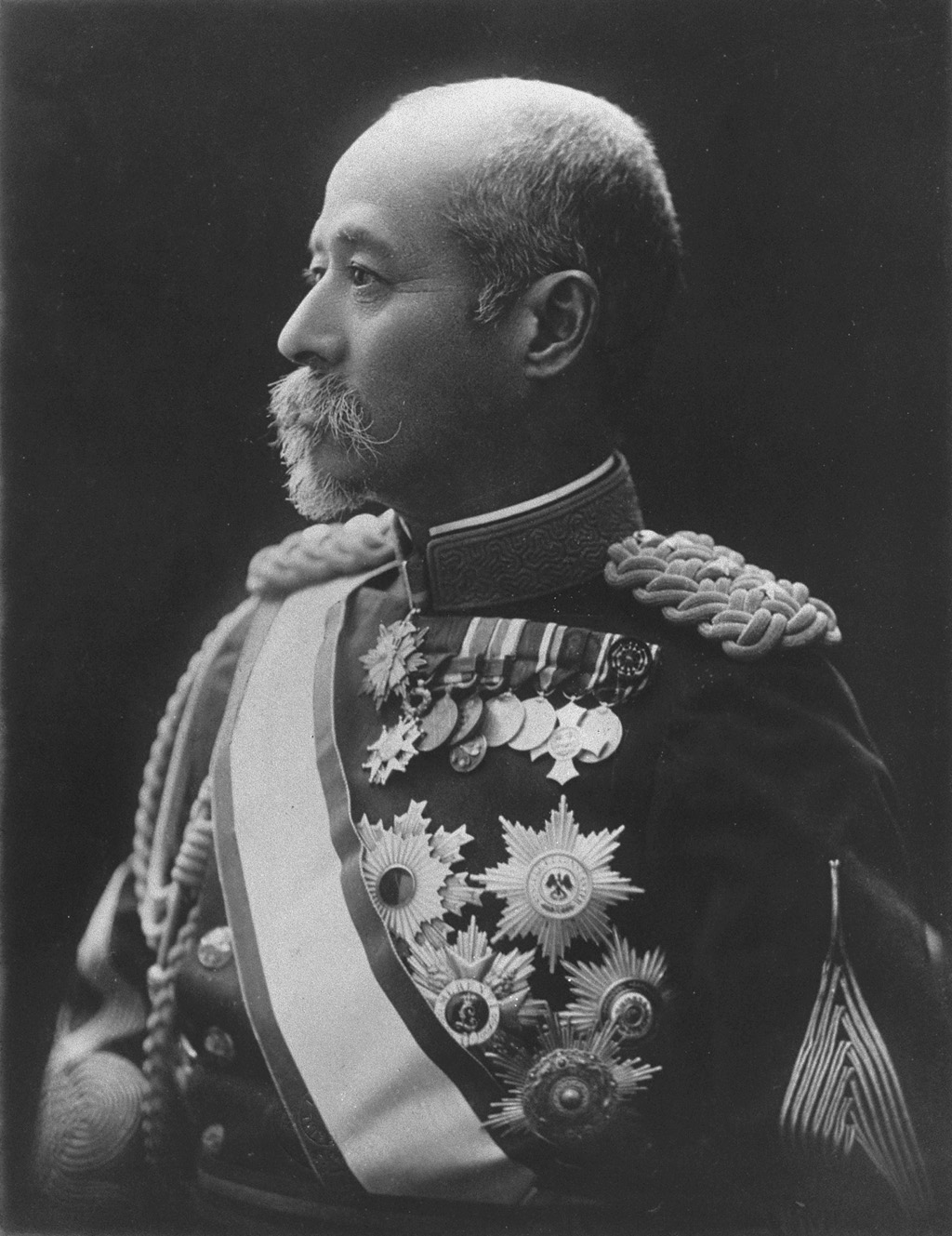
Kodama Gentarō

Shishaku Kodama Gentarō (japanisch 兒玉 源太郎; * 16. März 1852 in Tokuyama, Provinz Suō, Japan; † 23. Juli 1906 in Tokio) war ein General des Kaiserlich Japanischen Heeres und Politiker während der Meiji-Zeit. Er hatte maßgeblichen Anteil am Aufbau einer modernen Armee nach Ende des Tokugawa-Shogunats.

## Leben
Kodama wurde 1852 in Tokuyama in der Provinz Suō, ein Teil der heutigen Präfektur Yamaguchi, in eine Samuraifamilie des Chōshū-han geboren. Erste Kampferfahrung sammelte er, als er im Boshin-Krieg auf Seiten der kaisertreuen Truppen für die Meiji-Restauration gegen das Tokugawa-Shogunat kämpfte. Als Teil des noch jungen japanischen Heeres nahm er an der Niederschlagung der Satsuma-Rebellion teil. Später absolvierte er an der Osaka Heigakuryo (大阪兵学寮) eine Offiziersausbildung, die er 1881 abschloss.
Nach seinem Abschluss wurde er zum Kommandanten der Heereshochschule berufen, wo er gemeinsam mit dem deutschen Major Jakob Meckel an der Reorganisation des japanischen Heeres nach preußischem Vorbild arbeitete. Später wurde er zum Studium der Militärwissenschaften als Militärattaché in das Deutsche Reich geschickt. Nach seiner Rückkehr diente er 1892 als Stellvertretender Heeresminister.
Nach einer Teilnahme am Ersten Japanisch-Chinesischen Krieg wurde er im Februar 1898 japanischer Generalgouverneur von Taiwan. Während seiner Amtszeit setzte er sich stark dafür ein, die Infrastruktur der Insel sowie die Lebensbedingungen der Einwohner zu verbessern. Aufgrund seiner guten Leistungen wurde er im Dezember 1900 zusätzlich zum Heeresminister unter Premierminister Itō Hirobumi berufen, was er bis zum März 1902 blieb. Im Juli 1903 berief ihn der folgende Premierminister Katsura Tarō zum Bildungs- und Minister für Innere Angelegenheiten, was er bis September beziehungsweise Oktober desselben Jahres blieb.
Im folgenden Jahr erfolgte Kodamas Beförderung zum vollwertigen General. Trotzdem wurde er von Gensui Ōyama Iwao nach Ausbruch des Russisch-Japanischen Krieges gefragt, ob er als Stabschef der Truppen in der Mandschurei dienen könne, was rangmäßig einen Rückschritt bedeutete. Kodama nahm das Angebot an und arbeitete mit seinem Stab die strategischen Pläne für alle folgenden Landoperationen des Krieges aus, was ihm viel Sympathie in der Öffentlichkeit brachte. Ähnlich war es dem zehn Jahre zuvor im Japanisch-Chinesischen Krieg als Stabschef dienenden General Kawakami Sōroku ergangen. Nach dem Krieg erhielt er im April 1906 den Posten des Chefs des Generalstabs des japanischen Heeres, verstarb allerdings bereits drei Monate später.
Kodama war im japanischen Adelssystem des Kazoku schnell in die Ränge des Danshaku und Shishaku erhoben worden, und sein durch eine intrazerebrale Blutung verursachter Tod wurde als nationale Katastrophe betrachtet. Nach seinem Tod zeichnete der Tennō Meiji ihn postum mit dem ersten Orden vom Goldenen Weih 1. Klasse aus. Später wurde er in den Rang eines Shintō Kami erhoben, und noch heute stehende Ehrenschreine in seiner Heimatstadt Shūnan und bei seinem Sommeranwesen in Enoshima aufgestellt.